# Mafalde

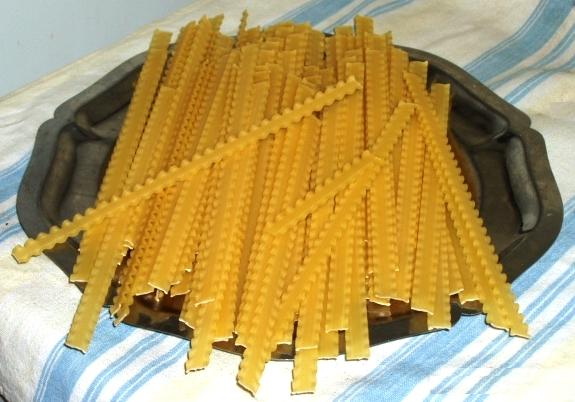
Mafalde

Mafalde sind eine italienische Pastasorte aus Hartweizengrieß. 
Die ursprünglich aus Neapel stammende Pastasorte ist in ganz Italien verbreitet. Bis zum Beginn des 20. Jahrhunderts waren sie in der Region Kampanien als Fettuccelle ricche oder Manfredi bekannt. 1902 nahmen sie zu Ehren der Geburt der Tochter des italienischen Königs Viktor Emanuel III. Mafalda von Savoyen den Namen Mafalde an. In Italien werden sie im Handel auch unter den Namen Reginette verkauft. Weitere Alternativnamen sind: Mafaldine, Frese, Trinette, Tagliatelle nervate, Ricciarelle, Sfresatine und Signorine.
Charakteristisch für die etwa 12 mm breiten Nudeln ist ihr gewellter Rand. Dabei sind beiden Ränder in Längsrichtung asymmetrisch gewellt. Diese Charakteristik verleiht der Pasta nach dem Kochen eine ungleichmäßige Konsistenz, so dass sie an den Rändern härter als in der Mitte ist.
Wegen ihrer ungleichmäßigen Form eignen sie sich hervorragend für Fleischsaucen wie das Ragù napoletano.